# Назарян, Арег Арменович
Арег Арменович Назарян (арм. Արեգ Նազարյան; 18 июня 1964, Ереван, Армянская ССР, СССР — 13 марта 2019) — армянский музыкант, композитор, звукорежиссёр, кинорежиссёр, спортсмен, мореплаватель.

## Биография
1981—1982 — учился в музыкальном училище имени Романоса Меликяна. С 1981 года занимался парусным спортом. В 1982-84 — служил в Советской армии в спортивной роте. 1982 — кандидат в мастера спорта СССР. В 1983 — мастер спорта СССР. С 1985 года бессменный член клуба Айас, участник всех инициативных работ. 1986 — поступил в Педагогический институт имени Хачатура Абовяна, факультет культуры, отделение кинофото. В том же году основал одну из самых известных и востребованных рок-групп в Ереване Востан Айоц. В 1990—1992 — участвовал в Карабахской войне. 1992—1995 — звукорежиссёр Государственного театра песни. С 1996 года звукорежиссёр студии звукозаписи Союза композиторов и музыковедов Армении «Бревис». Старший помощник капитана Парусника Киликия. 2009—2011 — Главный редактор журнала «National Geographic TRAVELER» (арм. версия).

## Трудовая деятельность
- 1981—1986 — Сборная Армении и ВС СССР по парусному спорту — Мастер Спорта Международного Класса
- 1986—2019 — Рок-группа «Востан Айоц» — Основатель, руководитель, бас-гитарист
- 1987—1990 — Театр-студия «Норк» — звукорежиссёр
- 1991—1995 — Государственный Театр Песни — звукорежиссёр
- 1993—1996 — Государственное Радио Армении — Муз. оформитель, аранжировщик
- 1996—2003 — Студия звукозаписи «Бревис», звукорежиссёр
- 2002—2006 — Парусное судно «Киликия», старший помощник капитана
- 2005—2008 — ООО «УСТА» (Уста Продакшн) — Ген. Директор
- 2009—2011 — ООО «Эн Джи Ти» директор, Гл. Ред. журнала «National Geographic Traveler»(арм. версия)
  - 2011 — 2019 — Фрилансер

### Композитор
- Автор большинства песен Востан Айоц
- Автор рок-оперы «Артавазд и Клеопатра»
- Одноразовый рай

### Звукорежиссёр проектов
- Альбом «J&G» группа «Бамбир»
- Екмалян «Патарак»
- Сборник романсов Сирвард Караманук
- Рок-опера «Григорий Просветитель» (муз. консультант, бас-гитарист, исполнитель)
- Одноразовый рай

### Разное
- Автор и организатор многих фото-выставок и видеопоказов в странах Европы и СНГ.
- Член клуба морских исследований «Айас»
- Участник проекта Киликия
- Участник Первой карабахской войны (1990—1992)

## Дискография
- Vostan Hayots — Зартир Вордяк (1991)
- Vostan Hayots — Химеры (2000)

## Фильмография
- «Стена» — 1986 г. (мультфильм) Режиссёр-постановщик, художник мультипликатор
- «Тик-так» — 1987 г. (док. фильм) Автор сценария и режиссёр
- «День Затмения» — 2000 г. (худ. фильм) Композитор
- «Герострат» — 2001 г. (худ. фильм) Звукорежиссёр
- «Одноразовый рай» — 2002 г. (мультфильм) Композитор, звукорежиссёр
- «Сотворение» — 2004 г. (док. фильм) Автор сценария, режиссёр
- «700 км.+…неизвестность» — 2005 г. (док. фильм) Автор сценария, режиссёр
- «Господь с нами» — 2005 (док. фильм) Автор сценария, режиссёр
- «Киликия» — 2005 (док. фильм) Автор сценария, режиссёр
- «Путь к океану» — 2006 (док. фильм) Автор сценария, режиссёр
- «Весь мир» — 2006 (ТВ сериал) Автор сценария, режиссёр
- «Возвращение» — 2007 (док. фильм) Автор сценария, режиссёр
- «Сотворение-2» — 2008, (док. фильм) Режиссёр
- «Метаморфозы» — 2009, (худ.фильм) Звукорежиссёр

## Награды
- Медаль «За отвагу» (РА)
- медаль «Маршал Баграмян»
- медаль «Адмирал Исаков»
- памятная медаль премьер-министра РА
- медаль «Еркрапа»
- медаль «Карабах — материнская благодарность»